# Ole Hagedorn
Ole Hagedorn (* 14. Oktober 2003 in Stade, Deutschland) ist ein deutscher Handballspieler, der für den deutschen Zweitligisten VfL Lübeck-Schwartau aufläuft.

## Karriere
Hagedorn erlernte das Handballspielen beim VfL Horneburg. Während seiner Jugendzeit gehörte er dem Kader der niedersächsischen Landesauswahl an, mit der er am Sichtungslehrgang der Jugendnationalmannschaft in Kienbaum teilnahm. Mit der A-Jugend des VfL Horneburg trat er in den Spielzeiten 2020/21 und 2021/22 in der A-Jugend Bundesliga an.
Hagedorn wechselte im Sommer 2022 zum Zweitligisten VfL Lübeck-Schwartau. In der ersten Saisonhälfte der Spielzeit 2022/23 war der Rückraumspieler an den Oberligisten VfL Fredenbeck ausgeliehen, für den er in elf Spielen insgesamt 62 Treffer erzielte. In der Saison 2023/24 wird er von seinem Trainer David Röhrig im Innenblock der 6:0-Abwehr eingesetzt. Durch diverse verletzungsbedingte Ausfälle im Schwartauer-Kader erhielt er in der zweiten Saisonhälfte 2023/24 größere Spielanteile im Angriff.